# Аралбаєва Лейла Кадимівна
Лейла Кадимівна Аралбаєва (Ішмуратова) (нар. 14 березня 1977, Уфа) — російська журналістка та телеведуча, музикознавець. Член Спілки композиторів Республіки Башкортостан, член Спілки журналістів Росії та Республіки Башкортостан, лауреатка Премії Уряду Республіки Башкортостан імені Шагіта Худайбердіна в галузі журналістики за 2017 рік, лауреатка республіканських конкурсів та міжнародної премії ТюрКСОЙ в галузі журналістики. Оглядач з питань культури інформаційної служби Інформаційного агентства «Башінформ».

## Біографія
Народилася 14 березня 1977 року в місті Уфа, Башкирської автономної РСР в родині народного поета Башкирії Кадіма Аралбая. Закінчила Уфимське училище мистецтв (1996) та Уфимський державний інститут мистецтв за спеціальністю «Музикознавство» (2002). Дипломна робота — «Традиції народної музичної драми в операх Загіра Ісмагілова». У 2004—2007 роках навчалася в аспірантурі Уфимської державної академії мистецтв.
Здійснила переклад башкирською мовою «Словника музичних термінів» (Уфа, 1997).
У 2000—2002 роках працювала лектором-музикознавцем у музично-літературному лекторії Башкирської державної філармонії. У журналі «Башкортостан кизи» вела рубрику «Історія однієї пісні», за підсумками 2004 року стала лауреаткою. У 2007 році на основі цих публікацій випустила книгу башкирською мовою «Бер йырҙың тарихы» («Історія однієї пісні»).
У 2002—2011 роках працювала редактором творчого об'єднання «Музика» Державної телерадіокомпанії «Башкортостан». Як авторка і ведуча створила близько 200 телепередач у різних жанрах. Постійно працювала в жанрі творчого портрета (композитори Нур Даутов, Салават Нізаметдінов, Муфтадін Гілязев, піаністка Тетяна Погодіна, флейтист Радик Дінахметов, співаки Альфія Карімова, Володимир Копитов, Асія Смакова тощо). Вела башкирською та російською мовами вечірнє ток-шоу у прямому ефірі «На сон прийдешній». У 2003—2004 рр. на телеканалі БСТ виходила авторська передача Лейли Аралбаєвої — тележурнал «Муз-ревю», де висвітлювалося музичне життя республіки, брали участь видатні діячі мистецтва.
У 2005 році — авторка і ведуча башкирських випусків популярного в республіці щотижневого огляду «Парк культури», а також кореспондентка російських випусків. Висвітлювала яскраві концертні та театральні події, фестивалі та конкурси. Для збору матеріалу виїжджала у творчі відрядження республікою та містами Росії — Москва, Казань, Саратов, Сочі. У 2007 році висвітлювала гастролі Державного академічного ансамблю народного танцю імені Файзі Гаскарова по містах Італії. На посаді керівника творчої групи виїжджала до Братислави (2007, Словаччина).
Була автором сценарію і редактором музично-розважальних програм «Муз-базар», «Афарин», «Світ очима зірок», «Дарую пісню», гумористичних концертів. У 2005 році вийшов авторський проект Лейли Аралбаєвої «Монъязма», присвячений історіям популярних пісень башкирських композиторів з відомим артистом Расулем Карабулатовим у ролі ведучого.
Популярністю користувався авторський проект «Династії», що розповідає про родини потомствених композиторів і музикантів Башкортостану (Каримови, Фоменко, Хамідулліни, Сулейманови, Касімови, Набієви, Сальманови тощо), де вона виступила як дослідник-історик і біограф-музикознавець. У 2011 році створила ряд теленарисів у рубриці «Сучасники» («Замандаштар»).
Лейла Аралбаєва брала участь у телефестивалі «Культура в ефірі» (Нижньокамськ, Казань, Татарстан, 2003, 2005), Школі-семінарі критиків музичного театру, що працює при міжнародному собіновському фестивалі в Саратові (2004—2007). У 2006 році працювала куратором колегії критиків Міжнародного фестивалю тюркомовних театрів «Туганлик»".
З 2006 році Лейла Аралбаєва є членом Спілки композиторів Республіки Башкортостан.
У 2011 році працювала керівником відділу зв'язків з громадськістю Башкирської державної філармонії. В 2011—2013 рр. працювала головним консультантом відділу розвитку гуманітарної сфери, молодіжної політики і спорту в Апараті Уряду Республіки Башкортостан, де опікувалася сферою культури і мистецтва, діяльністю громадських організацій, а також проведення міжнародних заходів. У 2013—2014 рр. — заступник начальника відділу програмного розвитку галузі та прес-секретарка Міністерства культури Башкортостану. В Уфимському державному інституті мистецтв імені Загіра Ісмагілова працювала викладачкою на кафедрі «Менеджмент організації».
З квітня 2014 року по теперішній час працює оглядачем з культури інформаційної служби Інформаційного агентства «Башінформ». Публікується в розділі «Культура» сайту ІА «Башінформ» та громадської електронної газети у жанрах замітки, інформації, репортажу, інтерв'ю, рецензії. Великий інтерес викликали публікації інтерв'ю з проживаючим у США композитором Робертом Газізовим, солісткою Астана-опера Альфією Карімовою, драматургом Шаурою Шакуровою, композитором Айрат Карімовим, музикантом Артуром Назіулліним, диригентом і автором башкирського гімну Фарітом Ідрісовим, режисером з Татарстану Фарітом Фарісовим та іншими.
Брала участь у Всесвітніх форумах тюркомовних країн і громад в Киргизстані, Туреччині, на Кіпрі, Вечорі башкирської і татарської дружби в Азербайджані. За статтю «Подорож до сонячного міста Баку» стала лауреатом журналу «Башкортостан кизи» за 2016 рік.
В березні 2016 року як модель брала участь у дефіле модного мусульманського одягу в рамках фестивалю «Тура. Арт. Ремесла. Сувеніри».
З 2016 року Лейла Аралбаєва є членом Спілки журналістів Росії та Республіки Башкортостан.

## Нагороди та звання
- Заслужений працівник культури Республіки Башкортостан (2019)
- Лауреатка премії Уряду Республіки Башкортостан імені Ш. Худайбердіна за 2017 рік.
- Лауреатка республіканських конкурсів за кращі матеріали про культуру, за найкраще висвітлення Року культури в Республіці Башкортостан (2014).
- Лауреатка Міжнародної премії ТюрКСОЙ у галузі друку (2015)[4].

## Публікації в наукових збірниках
- Баянист Минниахмет (творческий портрет Минниахмета Гайнетдинова) // Всем на удивление! (на башк.яз.) — Уфа, 1999;
- Народный артист РБ М. И. Гайнетдинов // Фольклор народов Башкортостана и Татарстана: проблемы и задачи. — Уфа, 1999;
- Характерные черты народной музыкальной драмы (на примере «Хованщины» М. П. Мусоргского) // Музыка, живопись, театр: проблемы истории, теории и педагогики. — Уфа, 2000;
- Традиции народной музыкальной драмы в опере З. Г. Исмагилова «Салават Юлаев» // Идея свободы в жизни и творчестве Салавата Юлаева. — Уфа, 2004;
- Башкирская опера во взаимодействии с национальной литературой (на примере оперы «Рабочий» Г. Альмухаметова, С. Габяши, В. Виноградова) // Национальная политика и культура в современных условиях. — Уфа, 2006. — Ч. 2;
- Опера «Рабочий» Г. Альмухаметова, С. Габяши, В. Виноградова (к вопросу о связях башкирской оперы с национальной литературой) // Художественный текст: его автор и исполнитель. — Уфа, 2007;
- История одной песни. — Уфа, 2007;
- Оперы башкирских композиторов 1940–1950-х гг. по драмам Баязита Бикбая // Художник и эпоха. — Уфа, 2008;
- Башкирская опера 1940-х — начала 1950-х гг.. в связях с национальной литературой (на примере произведений по драме С.Мифтахова «Хакмар») // Творчество композиторов Якутии в контексте развития национальных композиторских школ: Материалы всероссийской научной конференции. — Якутск, 2009;
- Стихи Акмуллы в одноимённой опере З. Исмагилова // IV Международные Акмуллинские чтения. — Уфа, 2009.

## Статті в газетах, журналах та на інтернет-ресурсах
- Наследие Ядкара // Рампа. — 2001. — № 3;
- Ода батырам (творческий портрет фольклорно-эстрадной группы «Караван-сарай») // Рампа. — 2001. — № 7-8;
- Достойная награда (лауреат премии «Филантроп» башкирский композитор С. Низаметдинов) // Ватандаш. — 2006. — № 10; [Архівовано 16 серпня 2017 у Wayback Machine.]
- Остров мечты Айгуль (творческий портрет А. Муратовой) // Ватандаш. — 2007. — № 6; [Архівовано 16 серпня 2017 у Wayback Machine.]
- Я и Ты (творческий портрет танцоров Юлии Чигвинцевой и Рафаэля Сагитова) // Тамаша. — 2011. — № 3;
- Джаз в цифрах и фактах // Тамаша. — 2011. — № 4.
- Лейла Аралбаева (9 лютого 2018). Рушанна Бабич: «Очень важно, что искусство стало ценностью в государстве». bashinform.ru. АО ИА «Башинформ». Архів оригіналу за 9 лютого 2018. Процитовано 9 лютого 2018.

Башкирською мовою:
- Баянист Минниахмет // Тамаша. — 1998. — № 2;
- Соловушек (творческий портрет Л. Ишемьяровой) // Башкортостан кызы. — 2000. — № 1;
- На мировых широтах (творческий портрет С. Аргинбаевой) // Башкортостан кызы. — 2000. — № 10;
- Повелитель мелодий (к юбилею композитора З. Исмагилова) // Агидель. — 2002. — № 1;
- Героиня башкирской оперы. (творческий портрет А. Каримовой) // Башкортостан кызы. — 2005. — № 1;
- Озеро лебедей // Тамаша. — 2008. — № 2.;
- Рубрика «История одной песни» в журнале «Башкортостан кызы» (2003. — № 7-11; 2004. — № 1-7, 9);
- Рубрика «Монъязма» в журнале «Шонкар» (2009. — № 6, 8, 10, 2010. — № 2);
- «Путешествие в солнечный город Баку» // «Башкортостан кызы». — 2016.